# The Rembrandts (album)
The Rembrandts è il primo album in studio del gruppo musicale pop rock statunitense The Rembrandts, pubblicato nel 1990.

## Tracce
1. Just the Way It Is, Baby – 4:06
2. Save Me – 4:43
3. Someone – 3:49
4. Show Me Your Love – 3:10
5. New King – 2:42
6. Every Secret Thing – 3:50
7. If Not for Misery – 3:23
8. Moonlight on Mt. Hood – 0:25
9. Goodnight – 1:28
10. Burning Timber – 3:32
11. Confidential Information – 3:11
12. Everyday People – 5:04
13. Follow You Down – 4:04

## Formazione
- Phil Solem - voce, chitarre, tastiere
- Danny Wilde - voce, chitarre, basso, tastiere, percussioni